# Eric Williams
Eric C. Williams (Newark, Nueva Jersey, 17 de julio de 1972) es un exjugador de baloncesto estadounidense que jugó en la NBA desde 1995 hasta 2007 en siete equipos diferentes. Con 2,03 metros de estatura, jugaba en la posición de alero.

## Trayectoria deportiva

### Universidad
Jugó al baloncesto dos temporadas en el Providence College, convirtiéndose en el trigésimo jugador en llegar hasta los 1000 puntos. En su año sénior lideró a los Friars en anotación (17,7) y en robos de balón (60) y fue segundo en rebotes (6,7) y asistencias (75). Finalizó su carrera universitaria en el decimoprimer puesto en las listas de anotación históricas de los Friars con 16.7 puntos en 60 partidos. Fue seleccionado en el primer equipo de la Big East Conference en 1995 y nombrado All-Tournament Team en el Nike Desert Classic en Phoenix tras promediar 16,3 puntos y 7 rebotes. Previamente pasó dos años en el Vincennes Junior College y fue elegido All-American del Junior College en la temporada 1992-93.

### Profesional
Boston Celtics le eligió en la 14ª posición del Draft de la NBA de 1995. En su primera campaña en la NBA fue seleccionado para disputar el Schick Rookie Game en el All-Star Weekend, donde jugó como titular y anotó 15 puntos con el combinado del Este. A lo largo de la temporada apareció en 64 partidos y promedió 10,7 puntos y 3,4 rebotes por encuentro. Tras militar una temporada más en los Celtics y firmar 15 puntos por noche, Williams fue traspasado el 21 de agosto de 1997 a Denver Nuggets a cambio de dos segundas rondas de draft. En los Nuggets solo disputó 4 partidos en la temporada 1997-98 debido a una rotura en el ligamento cruzado anterior en la rodilla derecha. En la siguiente temporada regresó a las canchas, aunque solo actuó en 38 de los 82 partidos de liga regular antes de ser enviado de nuevo a los Celtics en agosto de 1999 junto con Danny Fortson, Eric Washington y rondas de draft por Ron Mercer, Popeye Jones y Dwayne Schintzius. Su segunda etapa en Boston duró cuatro temporadas y media, siendo uno de los primeros hombres de la rotación del equipo y promediando más de 20 minutos en todas ellas.
El 15 de diciembre de 2003 entró en el traspaso que enviaba a Ricky Davis a los Celtics y a él a Cleveland Cavaliers, al lado de LeBron James. En los 71 partidos que disputó durante la temporada en ambos equipos promedió 10 puntos y 4 rebotes. Durante el verano se convirtió en agente libre y fichó por New Jersey Nets. En el equipo de su estado se mantuvo 21 partidos, en los que aportó 12 puntos por noche, hasta que fue de nuevo traspasado junto con Aaron Williams, Alonzo Mourning y dos futuras primeras rondas de draft a Toronto Raptors a cambio de Vince Carter. En Canadá militó una temporada más y en su último año como profesional vistió las camisetas de San Antonio Spurs y Charlotte Bobcats. Cabe destacar que en su estancia en la NBA entró en seis traspasos diferentes.

## Estadísticas de su carrera en la NBA

### Temporada regular
| Temp.   | Edad  | Equipo    | Liga  | P   | TIT | MIN  | TC  | TCA  | %TC  | 3P  | 3PA | %3P  | TL  | TLA  | %TL  | R.OF. | R.DEF. | REB | ASIS | ROB | TAP | PER | FP  | PTS  |
| 1995-96 | 23    | Boston    | NBA   | 64  | 6   | 23.0 | 3.8 | 8.5  | .441 | 0.0 | 0.2 | .300 | 3.1 | 4.7  | .671 | 1.4   | 2.0    | 3.4 | 1.1  | 0.9 | 0.2 | 1.4 | 2.3 | 10.7 |
| 1996-97 | 24    | Boston    | NBA   | 72  | 67  | 33.8 | 5.2 | 11.4 | .456 | 0.0 | 0.1 | .250 | 4.6 | 6.1  | .752 | 1.8   | 2.8    | 4.6 | 1.8  | 1.0 | 0.2 | 1.9 | 3.0 | 15.0 |
| 1997-98 | 25    | Denver    | NBA   | 4   | 4   | 36.3 | 6.0 | 15.3 | .393 | 0.0 | 0.0 |      | 7.8 | 11.3 | .689 | 2.5   | 2.8    | 5.3 | 3.0  | 1.0 | 0.0 | 2.3 | 2.3 | 19.8 |
| 1998-99 | 26    | Denver    | NBA   | 38  | 8   | 20.5 | 2.1 | 5.8  | .365 | 0.2 | 0.7 | .231 | 2.9 | 3.7  | .799 | 0.9   | 1.2    | 2.1 | 1.0  | 0.7 | 0.2 | 1.3 | 2.0 | 7.3  |
| 1999-00 | 27    | Boston    | NBA   | 68  | 17  | 20.3 | 2.4 | 5.7  | .427 | 0.4 | 1.1 | .347 | 2.0 | 2.5  | .793 | 0.8   | 1.5    | 2.3 | 1.4  | 0.6 | 0.2 | 1.0 | 2.4 | 7.2  |
| 2000-01 | 28    | Boston    | NBA   | 81  | 10  | 21.5 | 2.0 | 5.5  | .362 | 0.6 | 1.7 | .331 | 2.0 | 2.9  | .714 | 0.8   | 1.8    | 2.6 | 1.4  | 0.8 | 0.2 | 0.9 | 2.2 | 6.6  |
| 2001-02 | 29    | Boston    | NBA   | 74  | 30  | 23.6 | 1.9 | 5.2  | .374 | 0.3 | 1.2 | .279 | 2.2 | 3.0  | .731 | 0.8   | 2.2    | 3.0 | 1.5  | 1.0 | 0.1 | 1.3 | 2.4 | 6.4  |
| 2002-03 | 30    | Boston    | NBA   | 82  | 79  | 28.7 | 3.1 | 7.0  | .442 | 0.5 | 1.3 | .336 | 2.5 | 3.3  | .750 | 1.7   | 2.9    | 4.7 | 1.7  | 1.0 | 0.2 | 1.2 | 2.9 | 9.1  |
| 2003-04 | 31    | Boston    | NBA   | 21  | 0   | 24.4 | 3.7 | 8.4  | .435 | 0.5 | 1.5 | .344 | 3.7 | 5.2  | .716 | 1.0   | 3.5    | 4.5 | 1.2  | 1.0 | 0.0 | 1.5 | 2.5 | 11.6 |
| 2003-04 | 31    | Cleveland | NBA   | 50  | 36  | 27.5 | 3.1 | 8.4  | .366 | 0.5 | 1.9 | .253 | 2.7 | 3.5  | .787 | 0.9   | 2.9    | 3.8 | 1.9  | 1.0 | 0.2 | 1.1 | 2.6 | 9.4  |
| 2004-05 | 32    | N. Jersey | NBA   | 21  | 21  | 35.2 | 4.1 | 8.8  | .470 | 0.8 | 1.9 | .425 | 3.5 | 5.1  | .685 | 1.3   | 3.2    | 4.5 | 2.0  | 0.8 | 0.1 | 1.6 | 3.8 | 12.6 |
| 2004-05 | 32    | Toronto   | NBA   | 34  | 18  | 17.1 | 1.6 | 4.3  | .379 | 0.3 | 1.0 | .333 | 1.1 | 1.6  | .717 | 0.5   | 1.8    | 2.3 | 1.5  | 0.6 | 0.1 | 0.8 | 2.0 | 4.7  |
| 2005-06 | 33    | Toronto   | NBA   | 28  | 11  | 12.6 | 1.0 | 2.7  | .387 | 0.2 | 0.6 | .278 | 1.0 | 1.4  | .737 | 0.4   | 1.4    | 1.8 | 0.5  | 0.3 | 0.1 | 0.5 | 2.0 | 3.3  |
| 2006-07 | 34    | S.Antonio | NBA   | 16  | 0   | 5.5  | 0.9 | 2.1  | .441 | 0.5 | 1.1 | .471 | 0.3 | 0.4  | .571 | 0.1   | 0.8    | 0.9 | 0.4  | 0.1 | 0.0 | 0.3 | 0.4 | 2.6  |
| 2006-07 | 34    | Charlotte | NBA   | 5   | 0   | 6.6  | 0.8 | 2.6  | .308 | 0.0 | 0.4 | .000 | 0.8 | 1.4  | .571 | 0.4   | 0.2    | 0.6 | 0.2  | 0.2 | 0.0 | 0.4 | 1.2 | 2.4  |
| Total   | Total | Total     | Total | 658 | 307 | 23.9 | 2.8 | 6.8  | .415 | 0.3 | 1.0 | .318 | 2.6 | 3.5  | .736 | 1.1   | 2.2    | 3.3 | 1.4  | 0.8 | 0.2 | 1.2 | 2.4 | 8.6  |

### Playoffs
| Temp.   | Edad  | Equipo | Liga  | P  | MIN | TCA | TC  | 3PA | 3P | TLA | TL | R.OF. | REB | ASIS | ROB | TAP | PER | FP | PTS | %TC  | %3P  | %FT  | MIN  | PTS | REB | AST |
| 2001-02 | 29    | Boston | NBA   | 16 | 487 | 47  | 94  | 14  | 30 | 17  | 23 | 18    | 70  | 21   | 25  | 4   | 11  | 53 | 125 | .500 | .467 | .739 | 30.4 | 8.2 | 4.4 | 1.3 |
| 2002-03 | 30    | Boston | NBA   | 10 | 310 | 33  | 88  | 3   | 15 | 27  | 34 | 12    | 32  | 17   | 9   | 0   | 12  | 42 | 96  | .375 | .200 | .794 | 31.0 | 9.6 | 3.2 | 1.7 |
| Total   | Total | Total  | Total | 26 | 797 | 80  | 182 | 17  | 45 | 44  | 57 | 30    | 102 | 38   | 34  | 4   | 23  | 95 | 221 | .440 | .378 | .772 | 30.7 | 8.5 | 3.9 | 1.5 |